# Råcksta (Stockholms tunnelbana)
Råcksta ist eine oberirdische Station der Stockholmer U-Bahn. Sie befindet sich im Stadtteil Råcksta im Stadtbezirk Hässelby-Vällingby. Die Station wird von der Gröna linjen des Stockholmer U-Bahn-Systems bedient. Sie gehört zu den eher mäßig frequentierten Stationen des U-Bahn-Netzes. An einem normalen Werktag steigen 4.800 Pendler hier zu.
Die Station wurde am 26. Oktober 1952 in Betrieb genommen, als der U-Bahn-Abschnitt Hötorget–Vällingby eingeweiht wurde. Die Bahnsteige befinden sich oberirdisch in Hochlage. Die Station liegt zwischen den Stationen Blackeberg und Vällingby. Bis zum Stockholmer Hauptbahnhof sind es etwa zehn Kilometer.

## Reisezeit
| Linie | bis Station     | Reisezeit | bis Station                                  | Reisezeit                         |
| T19   | Hässelby strand | 7 min     | Åkeshov Alvik T-Centralen Gamla stan Slussen | 7 min 14 min 27 min 28 min 30 min |
| T19   | Hagsätra        | 50 min    | Åkeshov Alvik T-Centralen Gamla stan Slussen | 7 min 14 min 27 min 28 min 30 min |